# Search
Search est une série de science-fiction américaine composée d'un téléfilm de 95 minutes et de 23 épisodes de 45 minutes, créée par Leslie Stevens et diffusée entre le 11 février 1972 et le 11 avril 1973 sur le réseau NBC.
En France, le téléfilm-pilote a été diffusé le 14 juillet 1977 sur Antenne 2. Elle reste inédite dans tous les pays francophones.

## Synopsis
Une compagnie spécialisée dans les enquêtes privées internationales, la World Securities Corporation, et dotée des dernières innovations technologiques envoie à travers le monde ses meilleurs agents. Elle est située au 555 California Street à San Francisco. Les agents sont équipés de sondes reliées à un ordinateur central dirigé par Cameron, le scientifique à l'origine de la compagnie, qui permettent de les surveiller et de les aider dans leurs affaires. Les agents principaux sont Hugh Lockwoood, Nick Bianco et C.R. Grover.
Chaque enquête est différente et met en scène un agent avec des capacités bien précises.

## Fiche technique
- Supervision des scénarios : Anthony Spinner
- Producteur associé : John Strong
- Producteurs : Robert H. Justman (épisodes 1 à 14 + 23 et 24) et Anthony Spinner (épisodes 15 à 22)
- Producteur exécutif : Leslie Stevens
- Musique : Dominic Frontiere
- Photographie : John M. Stephens (en), Ben Colman, Emmett Bergholz, Richard A. Kelley, Gayne Rescher
- Montage : Jamie Caylor, Joseph Dervin, John W. Wheeler, Nick Archer, Carl Pingitore, S. Martin Weiss
- Distribution : Joe Scully et Jim Merrick
- Création des décors : Fred Harpman
- Effets spéciaux de maguillage : Fred Williams, Fred B. Phillips et Fred C. Blau Jr.
- Création des costumes : Ruth Hancock et Wayne Reed
- Création des effets visuels : Attila De Lado et John Strong
- Langue : Anglais mono
- Ratio : 1.33 plein écran
- Image : Couleurs
- Genre : espionnage, aventure, science-fiction
- Société de production : Warner Bros Television

## Distribution
- Hugh O'Brian : Hugh Lockwood, chef de la Division Probe (épisodes 1, 2, 5, 8, 10, 11, 12, 17 et 23)
- Anthony Franciosa : Nick Bianco, chef de la Division Omega, spécialisée dans les affaires de crime organisé (épisodes 3, 6, 7, 13, 15, 18, 20 et 22)
- Doug McClure : C.R. Grover, agent de réserve de la Division Probe (épisodes 4, 9, 14, 16, 19, 21 et 24)
- Burgess Meredith : V.C.R. Cameron, directeur de la Division Probe
- Angel Tompkins (en) : Gloria Harding, technicienne senior chargée de la surveillance du pouls, de la respiration et la température (épisodes 1 à 14 puis 23 et 24)
- Albert Popwell : Albert Griffin, linguiste et expert en codes secrets, chef traducteur aux Nations unies (épisodes 1 à 14 puis 23 et 24)
- Byron Chung (en) : Kuroda, télémétrie et spécialiste en électronique (épisodes 1 à 14 puis 23 et 24)
- Amy Farrell : Docteur Amy Murdock (épisodes 1 à 14 puis 23 et 24)
- Ginny Holden : Ginny Keach, spécialiste en données informatiques (épisodes 1 à 14 puis 23 et 24)
- Ron Castro : Carlos Lobos, technicien (épisodes 1 à 14 puis 23 et 24)
- Pamela Jones : Miss James (épisodes 15 à 22)
- Tom Hallick : Harris (épisodes 15 à 22)

## Épisodes
1. La Sonde (Probe) 95 minutes
2. La Disparition (The Murrow Disappearance)
3. Une de nos sondes a disparu (One of Our Probes is missing)
4. Cour-circuit (Short Circuit)
5. Roche lunaire (Moon Rock)
6. Histoires d'histoires (Live Men tell Tales)
7. Opération Marchand de glace (Operation Iceman)
8. La Balle (The Bullet)
9. À la recherche de Midas (In search of Midas)
10. Le Dossier Adonis (The Adonis File)
11. Vol vers nulle part (Flight to nowhere)
12. La Machine en or (The Gold Machine)
13. La Proie (Let us Prey)
14. Une lune de miel à tomber (A Honeymoon to kill)
15. Un coup à 24 carats (The 24 Carat Hit)
16. Les Nombres de la mort (Numbered for Death)
17. Compte à rebours (Countdown to Panic)
18. L'Archive Clayton Lewis (The Clayton Lewis Document)
19. La Déesse de la destruction (Goddess of Destruction)
20. Les Papiers Mattson (The Mattson Papers)
21. Coup de folie (Moment of Madness)
22. La Fin du voyage (Ends of the Earth)
23. Mon enfant souffre (Suffer my Child)
24. Les Emballeurs (The Packagers)

## Production
C'est à la suite du succès d'audience du téléfilm La Sonde (Probe) que le réseau NBC décida de donner carte blanche au scénariste et producteur Leslie Stevens afin de mettre une série hebdomadaire en route. Toujours avec l'aide du producteur Robert H. Justman, il élabora une première saison de 15 épisodes commandées par la chaîne.
Un premier souci va se présenter, l'acteur principal refuse de s'engager pour une saison complète et désire avoir du temps libre et ne jouer qu'occasionnellement son personnage. Stevens a alors l'idée de faire intervenir deux autres agents pour le reste des épisodes sur une formule qui avait fait ses preuves avec la série Les Règles du jeu (The Name of the Game) un an auparavant.
Avec une bonne dose de gadgets utilisés pour le pilote et des histoires remplies de jolies femmes et d'ennemis patibulaires que n'aurait pas renié James Bond, NBC obtient des audiences satisfaisantes mais pas autant qu'elle l'aurait souhaitée.
Le genre policier rencontrant un vif succès auprès du public sera responsable de la modification du concept. Stevens n'avait qu'une seule et unique idée au départ : faire de Search une série d'espionnage. Mais la chaîne ne lui laissera pas le choix, soit elle annule le show, soit des modifications drastiques seront apportées afin de finir la saison avec les épisodes restants à produire. Finalement, Stevens se sépare de Justman et prendra dans son équipe le producteur Anthony Spinner, un habitué du genre, puisqu'il avait produit la série Des agents très spéciaux (The Man from UNCLE).
C'est au cours de cette seconde partie de saison que les choses vont se dégrader : les audiences vont baisser et les fans de base désertés la série. Le budget sera aussi réduit en ce qui concerne les effets visuels : moins présents et souvent réutilisés à partir des rushs des premiers épisodes. Le décor central de l'ordinateur ainsi qu'une partie de la distribution de base des techniciens sera purement et simplement annulé : deux acteurs seront choisis comme assistants de Cameron.
Si aujourd'hui la série est pratiquement oubliée, elle est revenue sur le devant de la scène pour une toute nouvelle génération de téléspectateurs à l'issue de la sortie en DVD du téléfilm et de la série en coffret.

## DVD
- Le téléfilm pilote est sorti le 3 mars 2011 chez Warner Archives en version originale non sous-titrée et sans suppléments. La copie est remastérisée au format plein écran[2].
- L'intégrale de la série est sortie en coffret 6 DVD chez Warner Archives le 4 février 2014 en version originale non sous-titrée, sans suppléments. Les copies ont été remastérisées au format d'origine plein écran 1.33.1[3].